# Den lurende Død
Den lurende Død er en dansk stumfilm fra 1913 produceret af Dania Biofilm Kompagni. Filmens instruktør er ukendt.

## Handling
Denne artikel mangler et handlingsreferat. Hjælp os med at skrive det.

## Medvirkende
- Annie Rinnie
- Peter Malberg
- August Falck
- Idon Hartvig
- Emmanuel Larsen
- Holger Rasmussen